# Claire-Clémence de Maillé-Brézé
Claire-Clémence de Maillé-Brézé (25. února 1628, Anjou – 16. dubna 1694, Châteauroux) byla francouzskou šlechtičnou z rodu Brézé a neteří kardinála Richelieu. Provdala se za Ludvíka Bourbona, prince z Condé, známého jako Le Grand Condé a stala se matkou prince Jindřicha Julese Bourbon-Condé. Byla také princeznou z Condé a vévodkyní z Fronsacu.

## Život
Claire Clémence se narodila v Brézé ve francouzské provincii Anjou jako dcera Urbaina de Maillé-Brézé, markýze de Brézé, pána de Milly a de Thévalles, maršála Francie. Její matkou byla Nicole du Plessis, sestra kardinála Richelieu. Měla bratra Jeana Armanda de Maillé-Brézé, který se stal admirálem Francouzského královského námořnictva (La Royale).
Když jí bylo pět let, domluvil její strýc kardinál její zasnoubení s francouzským princem královské krve Ludvíkem Bourbonem, který byl později známý jako generál le Grand Condé. Pod záminkou jejího vzdělání byla odebrána své rodině a svěřena paní Boutillierové, manželce vrchního správce financí, která jí poskytla podprůměrné vzdělání.
Po dosažení jejích třinácti let bylo v Milly-le-Meugon uzavřeno manželství. Ludvíkovi bylo sotva dvacet let a již měl několik milenek. Zamilovaný do Marthe Poussardové (zvané Mlle du Vigean) marně proti sňatku protestoval, jeho otec Jindřich II. Bourbon-Condé jej ke svatbě s Claire Clémence donutil.
Sňatkem se členem vládnoucího rodu Bourbonů se stala princeznou královské krve s oslovením Jasnost. Po smrti svého otce v roce 1646 se stal její manžel prvním princem královské krve, což bylo nejvýznamnější postavení ze členů královské rodiny.
Přestože manželovi porodila tři děti, později tvrdil, že se dopustila cizoložství s řadou různých mužů, aby ospravedlnil její uzamčení v Châteauroux, ale obvinění bylo široce neuvěřitelné: Claude de Rouvroy, vévoda de Saint-Simon, který přiznal, že byla domácká a nudná, nicméně chválil její ctnost, zbožnost a jemnost tváří v tvář tvrdému zneužívání.
Po hanbě, zajeté a uvěznění jejího odcizeného manžela v lednu 1650 v pevnosti Vincennes po Frondě, se Claire Clémence vyznamenala svým energickým a oddaným chováním, pokračováním boje, získáváním jeho přátel, jejich vedením v nebezpečí a vzdorováním královu hněvu, Mazarinovým rozkazům a lidovým hrozbám.
Kardinál se vydal na dlouhou cestu do pevnosti Montrond, a to z Bordeaux přes Poitou, Anjou a Touraine. Claire jej zastavila v Milly-le-Meugon a využila jeho krátkodobého pobytu k náboru manželových přátel ze všech končin. Zatímco Condého věrný intendant Lenet prošel Francií a Španělskem a připravoval Montrond na obléhání, které by francouzské armádě trvalo déle než rok, Claire Clémence kolem sebe shromáždila své věrné přátele a uspořádala nádherné oslavy v Milly-le-Meugon ve prospěch všech organizátorů odboje během Frondy. Navzdory jejímu úsilí však její manžel zůstal uvězněn až do 7. února 1651.
V roce 1651 byla Claire Clémence nucena podrobit se regentce, královně Anně, a jejímu ministru Mazarinovi.
Připojila se tak se synem k manželovi do španělského Vlámska. Přízeň jim byl navrácena až v roce 1660 a znovu se usadili na zámku Chantilly. Když však kvůli jejímu milostnému poměru se sluhou vznikl skandál, vyhnal princ svou manželku na Château Raoul v Châteauroux, kde zůstala až do své smrti v roce 1694. Spatřila narození své první vnučky Marie Terezy, mademoiselle de Bourbon v roce 1666; její první pravnučka Marie Anna, mademoiselle de Conti, narozená v roce 1689, byla později princeznou z Condé, stejně jako Claire Clémence.
Claire-Clémence zemřela 16. dubna 1694 ve věku 66 let na zámku Raoul v Châteauroux.

## Potomci
Claire-Clémence měla s manželem tři děti, z nichž se jen nejstarší syn dožil dospělosti:
- Jindřich Jules Bourbon-Condé (29. července 1643 – 1. dubna 1709), kníže z Condé, ⚭ 1663 Anna Henrietta Bavorská (13. března 1648 – 23. února 1723)
- Ludvík Bourbon (20. září 1652 – 11. dubna 1653)
- Mademoiselle de Bourbon (12. listopadu 1657 – 28. září 1660)

## Populární kultura
V historickém dramatickém filmu Vatel z roku 2000 princeznu z Condé Claire-Clémence ztvárnila herečka Arielle Dombasle.